# Luxemburgi mozdonyok és motorvonatok listája

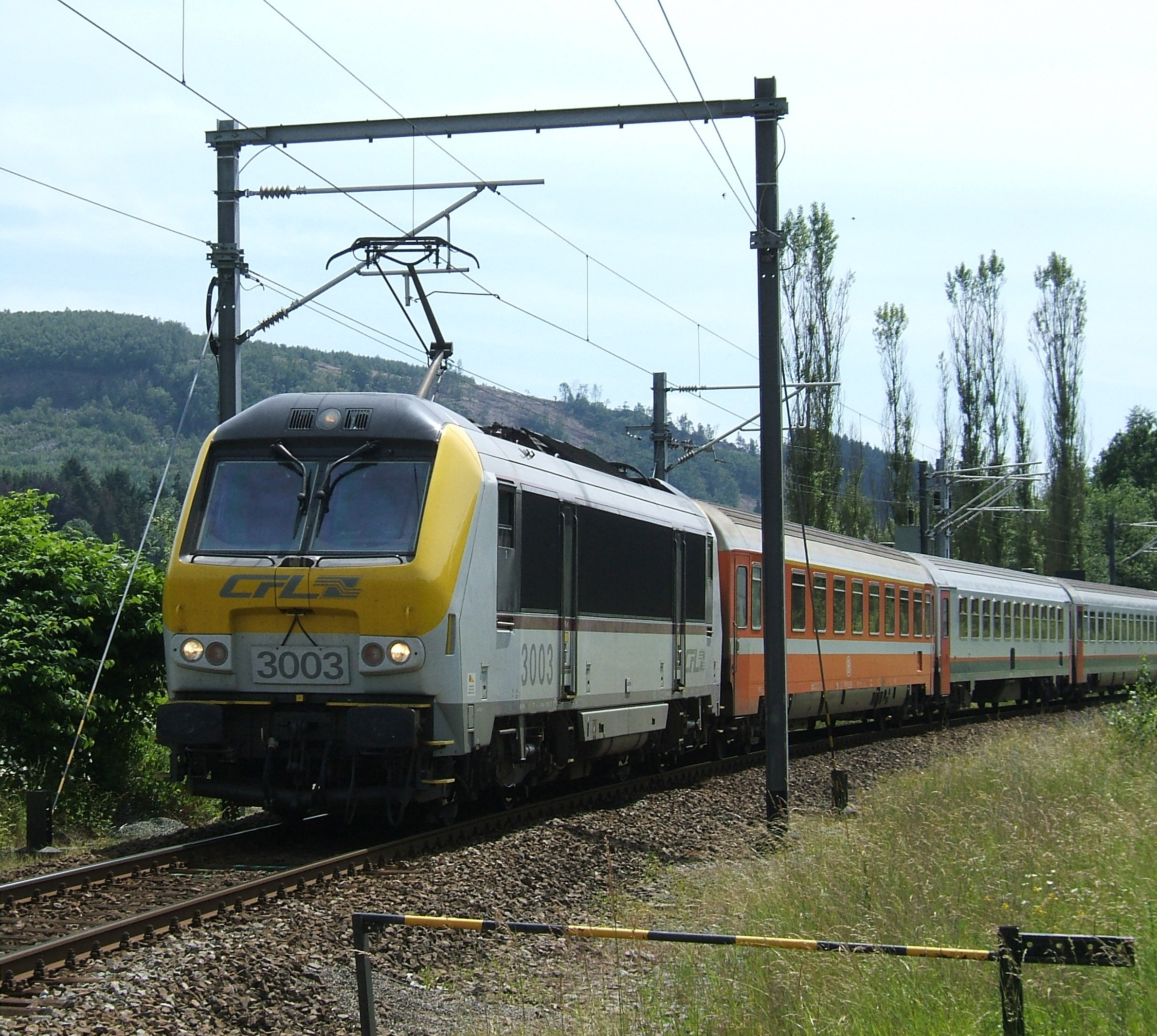
CFL 3000 villamosmozdony

Ez a lista Luxemburg vasúti járműveit tartalmazza.

## Villamosmotorvonatok
- CFL 250 sorozat
- CFL 260 sorozat
- CFL 2000 sorozat
- CFL 2200 sorozat (Z2N NG Alstom Coradia Duplex)
- CFL 2300 sorozat
- CFL 2400 sorozat

## Dízel motorvonatok
- CFL 628 sorozat
- CFL 2100

## Villamosmozdonyok
- CFL 3000
- CFL 3600
- CFL 4000

| Sorozat                     | Megjegyzés                                      | Fotó |
| --------------------------- | ----------------------------------------------- | ---- |
| CFL 3600 sorozat            | 3602: Bahnpark Augsburg 3608: A SSMN restauálja |      |
| CFL 3000 sorozat            |                                                 |      |
| CFL 4000 sorozat            |                                                 |      |
| CFL 188 sorozat (TRAXX MS3) |                                                 |      |

## Dízel tolató mozdonyok
- CFL 500
- CFL 800
- CFL 850
- CFL 900
- CFL 1000
- CFL 1010
- CFL 1020
- CFL 1030
- CFL 1020

## Dízelmozdonyok
- CFL 1100
- CFL 1500
- CFL 1700
- CFL 1800

## Karbantartó vonatok
- CFL 1050
- CFL 1060
- CFL 1070